# Melanoptilon nasuta
Melanoptilon nasuta är en fjärilsart som beskrevs av Walker 1864. Melanoptilon nasuta ingår i släktet Melanoptilon och familjen mätare. Inga underarter finns listade i Catalogue of Life.